# متانوسارسینا
متانوسارسینا (نام علمی: Methanosarcina) نام یک سرده از شاخه پهن‌باستانیان است. این ارگانیسم برای بقا به نیکل نیاز دارد.